# Kleinia cliffordiana
Kleinia cliffordiana là một loài thực vật có hoa trong họ Cúc. Loài này được (Hutch.) C.D.Adams mô tả khoa học đầu tiên năm 1961.